# Eotrogaspidia
Eotrogaspidia (лат.) — род ос-немок из подсемейства Mutillinae.

## Распространение
Ориентальная область. Только виды E. auroguttata и E. rubripes встречаются в Палеарктике (в палеарктической части Китая и на Ближнем Востоке, соответственно).

## Описание
Мелкие пушистые осы (5-10 мм). Тело чёрное с ржаво-красной грудью и светлыми пятнами на брюшке (у крылатых самцов тело тёмное с рыжеватым брюшком). У самцов 13-члениковые усики, у самок — 12-члениковые. Тело в густых волосках.
Самки: мезосома самок наиболее широкая у проподеума; щитковая чешуйки развиты; прококса вооружена округлым бугорком. Тергит Т2 с двумя крупными светлыми щетинками, расстояние между ними 0.3-0.5 × диаметр пятна; Т3 — Т4 с полной или прерванной медиально полосой светлых щетинок; пигидиальная пластинка почти выпуклая, с боков определяется слабыми продольными килями. Самцы: гипостомальный киль не зубчатый; наличник гладкий, вогнутый или выпуклый, пятиугольной формы; мандибулы на вершине двузубые, без внутреннего суббазального зубца; прементум не бугорчатый; Скапус снизу с одним сильным или двумя параллельными продольными килями; скапус точечный или гладкий между двумя килями; F1 сжат, в 3 раза длиннее педицеля; параскутальный киль хорошо развит; проподеум латерально без зубчиков. Предположительно самка осы пробирается в чужое гнездо и откладывает яйца на личинок хозяина, которыми кормятся их собственные личинки.

## Классификация
Включает 10 видов. Один из родов ос-немок из трибы Trogaspidiini.
- Eotrogaspidia adhabar
- Eotrogaspidia amans
- Eotrogaspidia auroguttata
- Eotrogaspidia buddha
- Eotrogaspidia hauseri
- Eotrogaspidia lena (=Trogaspidia lena)
- Eotrogaspidia melanopleura
- Eotrogaspidia oryzae
- Eotrogaspidia rubripes (=Trogaspidia rubripes)
- Eotrogaspidia saussurei (=Trogaspidia saussurei)